# كيميجوكي (شركة)
شركة كيميجوكي المحدودة هي شركة طاقة كهرومائية فنلندية تأسست عام 1954.  وهي متخصصة في إنتاج الطاقة.

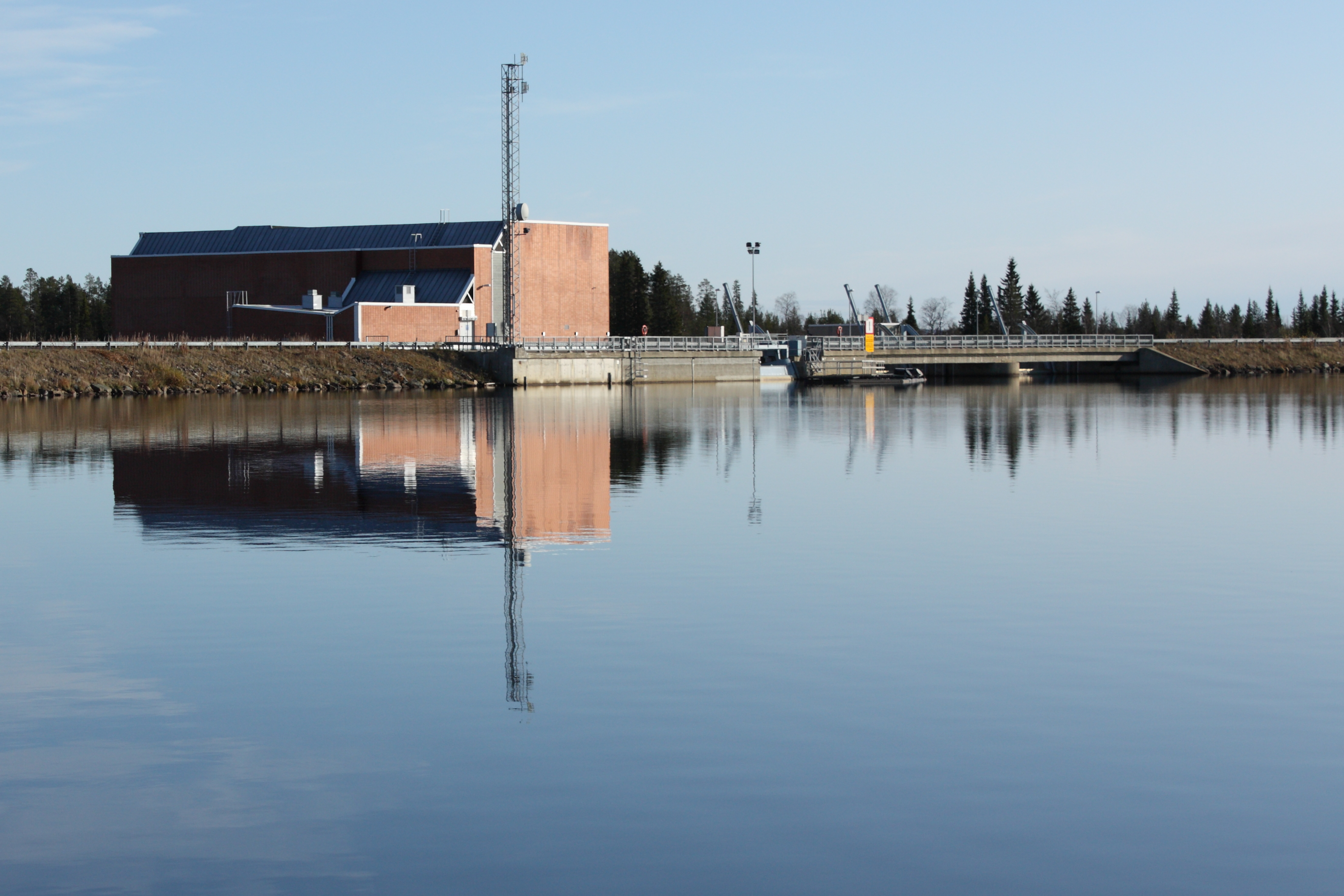
محطة كوكوسنيفا للطاقة الكهرومائية على نهر كيتينن في بيلكوسينيمي

شركة كيميجوكي المحدودة هي أكبر شركة منتجة للطاقة الكهرومائية في فنلندا، حيث تدير 20 محطة طاقة.   يقع المقر الرئيسي للشركة في روفانيمي ، وهي مملوكة بالأغلبية لحكومة فنلندا .  